# 久斗インターチェンジ

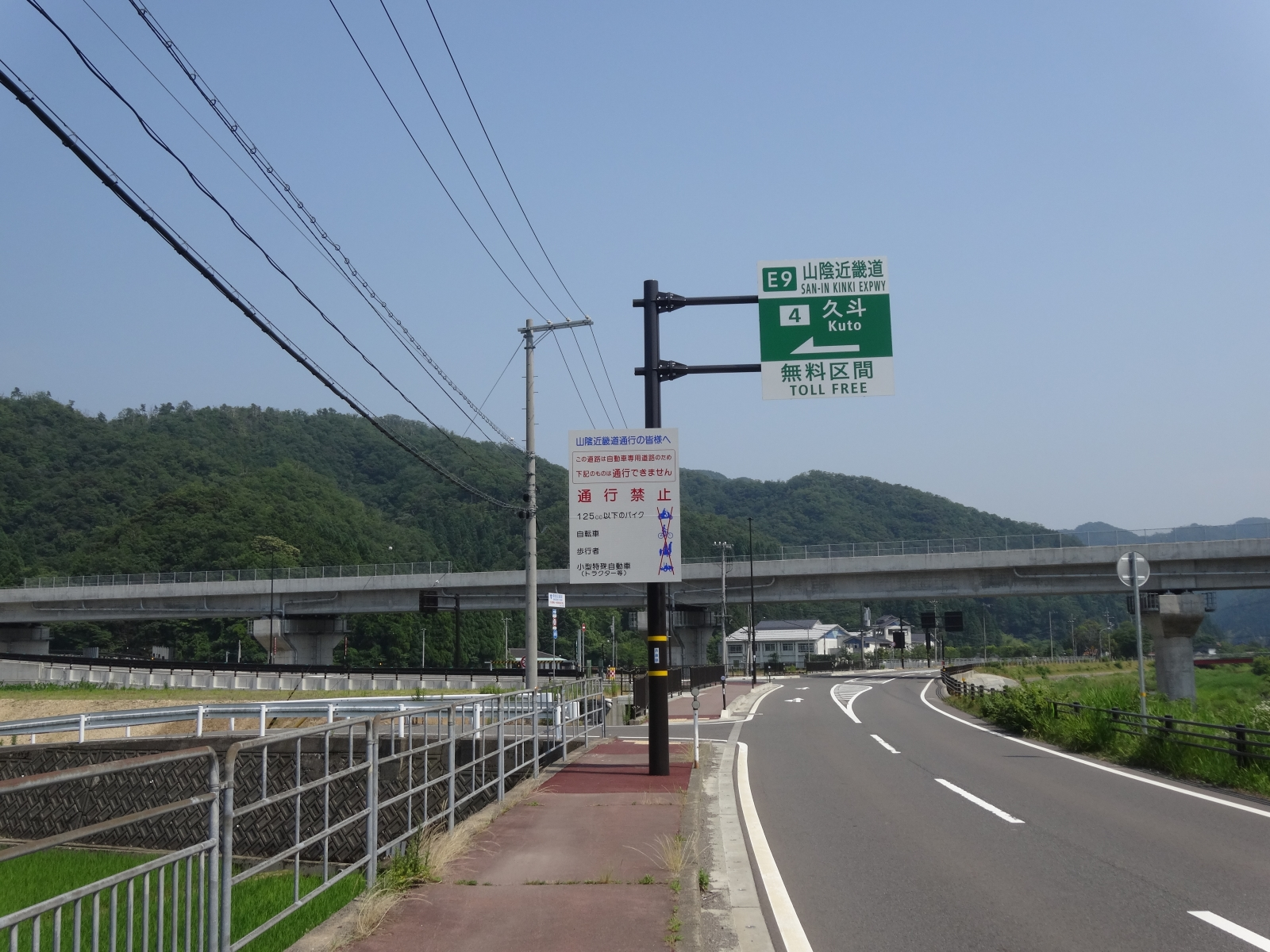
インターチェンジ北側

久斗インターチェンジ（くとインターチェンジ）は、兵庫県美方郡新温泉町対田にある山陰近畿自動車道（浜坂道路）のインターチェンジである。
豊岡方面出入口のみのハーフインターチェンジである。

## 道路
- E9 山陰近畿自動車道

## 歴史
- 2017年（平成29年）11月26日 : 新温泉浜坂IC - 余部IC間開通に伴い、供用開始[1]。

## 接続する道路
- 兵庫県道257号山田新温泉線

## 周辺
- 久斗川（久斗山から流れる）
- 新温泉町立浜坂東小学校

## 隣
E9 山陰近畿自動車道（浜坂道路）
(5)新温泉浜坂IC - (4)久斗IC - (3)余部IC